# Kimberly Caldwell
Kimberly Ann Caldwell, född den 25 februari 1982, är en amerikansk sångare, skådespelare och TV-värdinna, från Katy, Texas som kom 7:a i Amerikanska Idol under den andra säsongen. Hon har arbetat som underhållningskorrespondent och varit värd för flera shower på TV Guide Network. Under 2000-talet medverkade hon i flera filmer och släppte även några singlar. Hennes första album Without Regret kom ut den 19 april 2011.

## Filmografi

### Filmer
- Wrong Turn 2 som Kim

### TV
- Popstars 2 (2001)
- Life on a Stick (2005)
- 411 (2005)
- Celebrity Paranormal Project (2006)
- Idol Chatta (2006-09)
- Twentysixmiles (2008)
- P. Diddy är Starmaker (2009)
- LA Ink (2010)
- Rock and Roll Fantasy Camp (2011, värd under säsong 2)

## Diskografi

### Album
- 1996 – Kimberly Caldwell (självutgivet)[1]
- 2010 – Without Regret

### Singlar
- 2006 – "Who Will You Run To"
- 2008 – "Fear of Flying"
- 2009 – "Mess of You"
- 2010 – "Desperate Girls & Stupid Boys"
- 2011 – "Naked"
- 2014 – "On The Weekend (Radio Edit)"
- 2014 – "Doin' Me Right"
- 2014 – "Tied Together"